# Episodi di Cobra Kai (quarta stagione)
La quarta stagione della serie televisiva Cobra Kai, composta da 10 episodi, è stata interamente pubblicata da Netflix, in tutti i paesi in cui è disponibile, dal 31 dicembre 2021.
| n° | Titolo originale  | Titolo italiano               | Pubblicazione    |
| -- | ----------------- | ----------------------------- | ---------------- |
| 1  | Let's Begin       | Iniziamo                      | 31 dicembre 2021 |
| 2  | First Learn Stand | Prima impara a stare in piedi | 31 dicembre 2021 |
| 3  | Then Learn Fly    | Poi imparerai a volare        | 31 dicembre 2021 |
| 4  | Bicephaly         | Bicefalia                     | 31 dicembre 2021 |
| 5  | Match Point       | Match Point                   | 31 dicembre 2021 |
| 6  | Kicks Get Chicks  | Rimorchierete alla grande     | 31 dicembre 2021 |
| 7  | Minefields        | Campi minati                  | 31 dicembre 2021 |
| 8  | Party Time        | Comincia la festa             | 31 dicembre 2021 |
| 9  | The Fall          | La caduta                     | 31 dicembre 2021 |
| 10 | The Rise          | L'ascesa                      | 31 dicembre 2021 |

## Iniziamo
Il Miyagi-Do e l'Eagle Fang si uniscono ma le divergenze non mancano. Sono tutti arrabbiati con Hawk per le sue precedenti azioni , ma si fa perdonare incoraggiando tutti gli studenti a ristrutturare il Dojo. Terry Silver ritorna 

## Prima impara a stare in piedi
Alla scuola media arriva Kenny Payne, il fratello minore di Shawn Payne. Dopo averci provato con Lia, una ragazza che piace ad Anthony, Kenny viene contattato da Anthony con un account falso con il nome di Lia dove gli chiede un appuntamento al parco: Payne purtroppo ci casca e viene umiliato. Nel frattempo Daniel insegna il suo stile a Johnny e viceversa, con il risultato che Daniel si ritrova a combattere una squadra di Hockey mentre Johnny evita la rissa.
- Nota: in questo episodio è assente Miguel Diaz (Xolo Maridueña). È l'unico episodio in cui è assente Miguel Diaz.

## Poi imparerai a volare
Sotto consiglio di Shawn, Kenny contatta Robby e si unisce al Cobra Kai per affrontare i bulli a scuola. Daniel allena gli Eagle Fang facendogli pescare le carpe nel laghetto con le mani e inizia a legare con Miguel mentre Johnny allena i Miyagi-Do facendogli saltare da un tetto all’ altro, con solo Sam che ha il coraggio di farlo. 

## Bicefalia
Silver torna al Cobra Kai. Johnny è geloso del fatto che Daniel leghi con Miguel. Sam scopre che Tory ha un nuovo e imbarazzante lavoro e inizia a provocarla. Quando i Miyagi-Fang incontrano i Cobra Kai al drive-in, Miguel gli attira al campo da baseball per bagnarli con gli irrigatori per evitare lo scontro. 

## Match Point
Quando Daniel scopre che Silver è tornato, inizia a litigare con Johnny su chi dovrà allenare i ragazzi e quindi decidono di risolverà con una sfida, con Miguel e Sam contrari perché non vogliono rinunciare al Miyagi-Fang . Hawk si tinge la cresta di viola, e quando va ad aggiornare il tatuaggio, viene immobilizzato dai Cobra Kai che gli radono la cresta. Quella sera, inizia lo scontro al Miyagi-Do: Johnny passa subito in vantaggio per 1-0, ma poi Daniel rimonta per 1-2 e stava quasi per vincere con la tecnica della paralisi imparata da Chozen, ma Johnny si riprende e rimonta e quando stanno a 2 punti si colpiscono a vicenda nello stesso momento e finiscono per cadere a terra finendo lo scontro in pareggio. Al dojo arriva Hawk sconvolto e quando mostra a tutti cosa gli è successo, i sensei litigano ulteriormente su come rispondere e alla fine decidono di annullare la loro alleanza, con Johnny che ora sposterà l'Eagle Fang in un magazzino abbandonato.  

## Rimorchierete alla grande
Quando l'All Valley introduce la categoria femminile, l'Eagle Fang deve trovare un’allieva per potervi partecipare. Il Cobra Kai recluta l'atletica Piper Elswith. Falco è molto triste per aver perso la cresta e decide di lascare il karatè, ma Demetri lo incoraggia ad unirsi al Miyagi-Do. Tory vorrebbe tornare a scuola ma ha bisogno il permesso dei LaRusso e Amanda glielo concede, ma Sam non ne è sicura e va a trovare Aisha per chiederle un consiglio.  

## Campi minati
Miguel scopre per caso che Johnny e Carmen stanno insieme ma fa fatica ad accettare la cosa e Johnny cerca di rimediare. All'Eagle Fang arriva Devon Lee per la categoria Femminile dell’All Valley. Anthony ruba i vestiti di Kenny, tra cui una felpa del Cobra Kai, e quando Daniel lo scopre, Anthony gli racconta che la rubata a un bullo, spingendo il padre ad iscriverlo al Miyagi-Do, e lo fa iniziare con “Il dai la cera, togli la cera” sulle auto ma Anthony paga qualcuno per farlo. Anthony, sentendosi in colpa, prova a rimediare con Kenny ma finisce per venire sospeso dopo averci litigato nuovamente, lasciando il padre profondamente deluso dopo che ha scoperto la verità.  

## Comincia la festa
Anthony viene punito per aver fatto il bullo con Kenny. Sam e Miguel sono emozionati per il ballo scolastico, ma l'entusiasmo finisce quando arrivano Tory e Robby e i 4 finiscono per lottare e finire in piscina. Pastinaca ritorna dopo essere stato in libertà vigilata, ma Kreese gli vieta di tornare al Cobra Kai mentre Silver attira Johnny in una trappola, ma finisce coll’ aggredire Pastinaca dopo aver litigato con Kreese per aver risparmiato Johnny. Dopo il ballo, Miguel trova Johnny svenuto e ubriaco nel suo appartamento e lo aiuta ad andare a letto, ma prima di andarsene Johnny fa un discorso a Miguel dicendogli che spera di fargli da buona figura paterna e per questo Miguel gli dice che gli vuole bene ma alla fine il Sensei ubriaco risponde dicendo “Ti voglio bene anche io Robby” sconvolgendo Miguel e facendogli sentire ancora di più la mancanza di suo padre. 

## La caduta
L'All Valley 2019 inizia con il Miyagi-Do, il Cobra Kai e l'Eagle Fang come favoriti. Miguel, Demetri, Robby, Hawk, Kyler e Kenny si qualificano per la categoria maschile mentre Piper, Sam, Devon e Tory per quella femminile. Nei quarti di finale Miguel sconfigge uno studente dello Locust Valley, Tory batte Devon,  Demetri sconfigge un allievo dell'All Star Karatè, Hawk sconfigge Kyler, Sam vince contro Piper e Robby batte con aggressività Kenny. Nelle semifinali Miguel tenta di attaccare Hawk con il calcio a tornado ma nel farlo si stira la schiena e cade mentre è a mezz’aria 

## L'ascesa
L'All Valley finisce con il risultato che Eli sconfigge Robby vincendo il trofeo maschile, Tory sconfigge Sam vincendo il trofeo femminile e il Cobra Kai vince il trofeo super campione.Tory scopre che Silver ha pagato l'arbitro, Miguel scappa in Messico cercando suo padre e Silver fa arrestare Kreese incolpandolo del pestaggio di Pastinaca.